# Тарасовка (Сквирский район)
Тара́совка (укр. Тарасівка, до 2016 г. — Ле́нинское, до 1947 г. — Ле́нинская Тара́совка, до 1924 г. — Тара́совка, до 1922 г. — Шамраевская Стадница) — село, входит в Сквирский район Киевской области Украины.
Население по переписи 2001 года составляло 261 человек. Почтовый индекс — 09033. Телефонный код — 45-68. Занимает площадь 2,45 км². Код КОАТУУ — 3224083601.

## История
В 1946 г. указом ПВС УССР село Ленинская-Тарасовка переименовано в Ленинское

## Известные люди
В селе родилась Герой Социалистического Труда Мария Матвеевна Рыжук.

## Местный совет
09033, Київська обл., Сквирський р-н, с. Ленінське, вул. Леніна,45, тел. 045-68-5-51-49 (укр.)